# Seseli lessingianum
Seseli lessingianum är en flockblommig växtart som beskrevs av Porphir Kiril Nicolai Stepanowitsch Turczaninow, Gustav Karl Wilhelm Hermann Karsten och Ivan Petrovich Kirilov. Seseli lessingianum ingår i släktet säfferötter, och familjen flockblommiga växter. Inga underarter finns listade i Catalogue of Life.